# Elecciones presidenciales de Uruguay de 1835

Bandera del Partido Colorado

Las elecciones presidenciales de 1835 fueron las segundas elecciones presidenciales celebradas en el joven Estado Oriental del Uruguay. Estas se realizaron el 1 de marzo de 1835 para elegir al presidente de la república en el período comprendido entre el 1 de marzo de 1835 al 1 de marzo de 1839.
Esta elección se realizó bajo las normas de la constitución de 1830, la cual establecía que el presidente de la república sería elegido mediante votación nominal por todos los miembros de la Asamblea General en una sesión permanente realizada el 1 de marzo, requiriéndose una pluralidad absoluta para ser investido en el cargo.

## Sistema Electoral
El sufragio solo lo ejercían los miembros de la asamblea general. El voto no era secreto, ya que los Diputados y Senadores tenían que firmar su balota.

## Resultados
| Candidato    | Partido       | Votos | %   |
| ------------ | ------------- | ----- | --- |
| Manuel Oribe | Independiente | 34    | 100 |
| Total        | Total         | 34    | 100 |
| Fuente:      |               |       |     |

Oribe fue candidato único y contó con el apoyo del expresidente Fructuoso Rivera.

Bandera del Partido Blanco

## Consecuencias
posteriormente, en 1836 Oribe fundaría el Partido Blanco y se enfrentaría al Partido Colorado, fundado por el expresidente Fructuoso Rivera; quien anteriormente había apoyado a Oribe en las elecciones.